# Paulinho da Costa

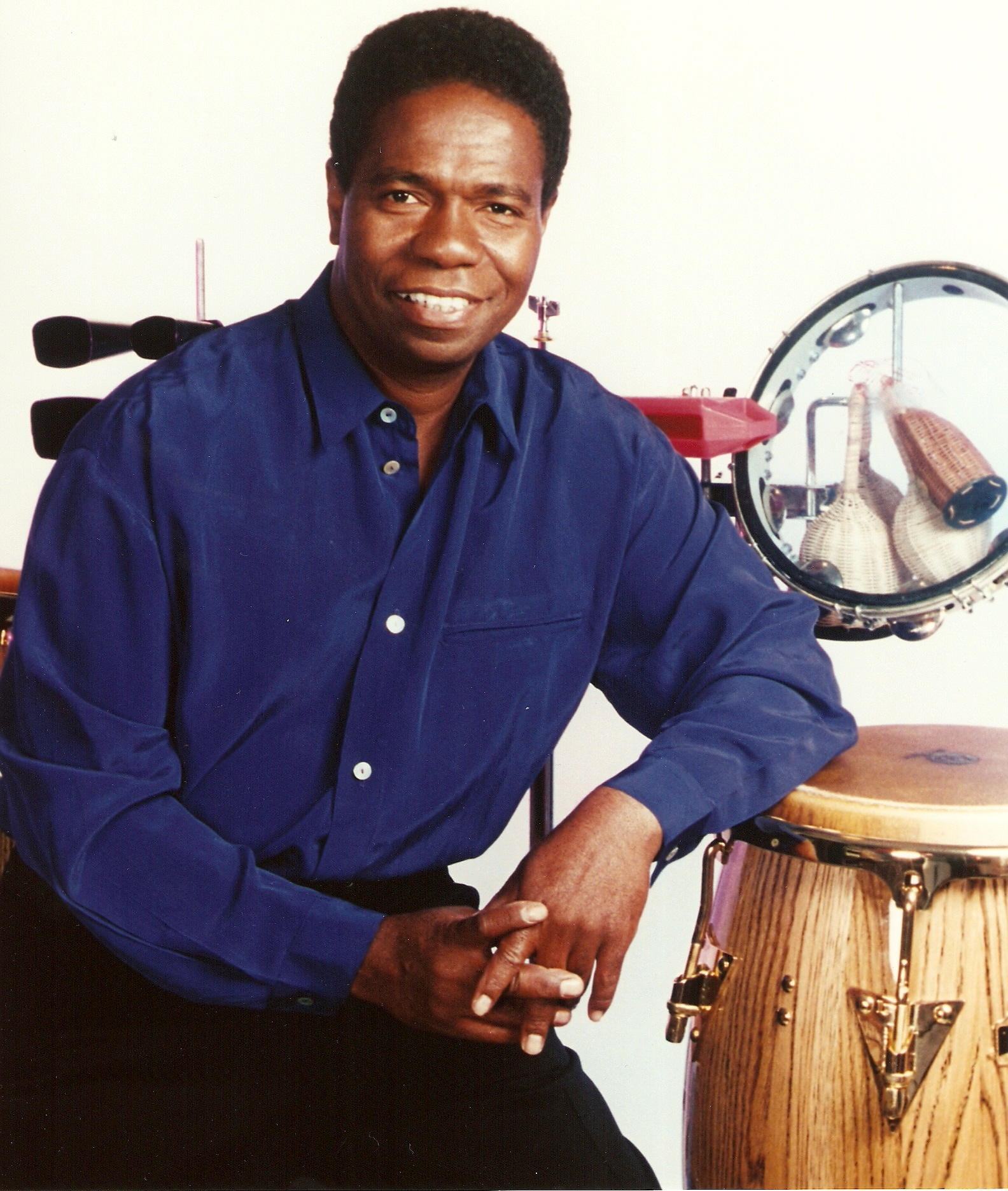

Paulo Roberto (Paulinho) da Costa (Rio de Janeiro, 31 mei 1948) is een Braziliaans percussionist die in de Verenigde Staten woont en werkt. 
Da Costa begon op zijn vijfde met spelen en verhuisde in 1972 naar Los Angeles. Hij is vrijwel onbekend bij het grote publiek; veel nummers waarop hij te horen is zijn dat wel, bijvoorbeeld I Will Survive en We Are The World. Da Costa heeft op honderden muziekalbums gespeeld die niet in één genre zijn te vangen;  Braziliaanse muziek, blues, gospels, disco, jazz, hiphop, rock, soul. Naast zijn sessiewerk heeft hij met zijn eigen band op het Montreux Jazz Festival van 1977 opgetreden en bracht hij enkele soloalbums uit met een keur aan bekende gasten.

## Discografie

### Soloalbums
- Agora  (Pablo Records Original Jazz 1976)
- Happy People (Pablo 1979)
- Tudo Bem! (Pablo 1982)
- You've Got a Special Kind of Love (Pablo 1984)
- Sunrise (Pablo 1984)
- Breakdown (A & M Records 1987)
- Real Love (A & M 1991)